# Evangelische Kirche Hertingen

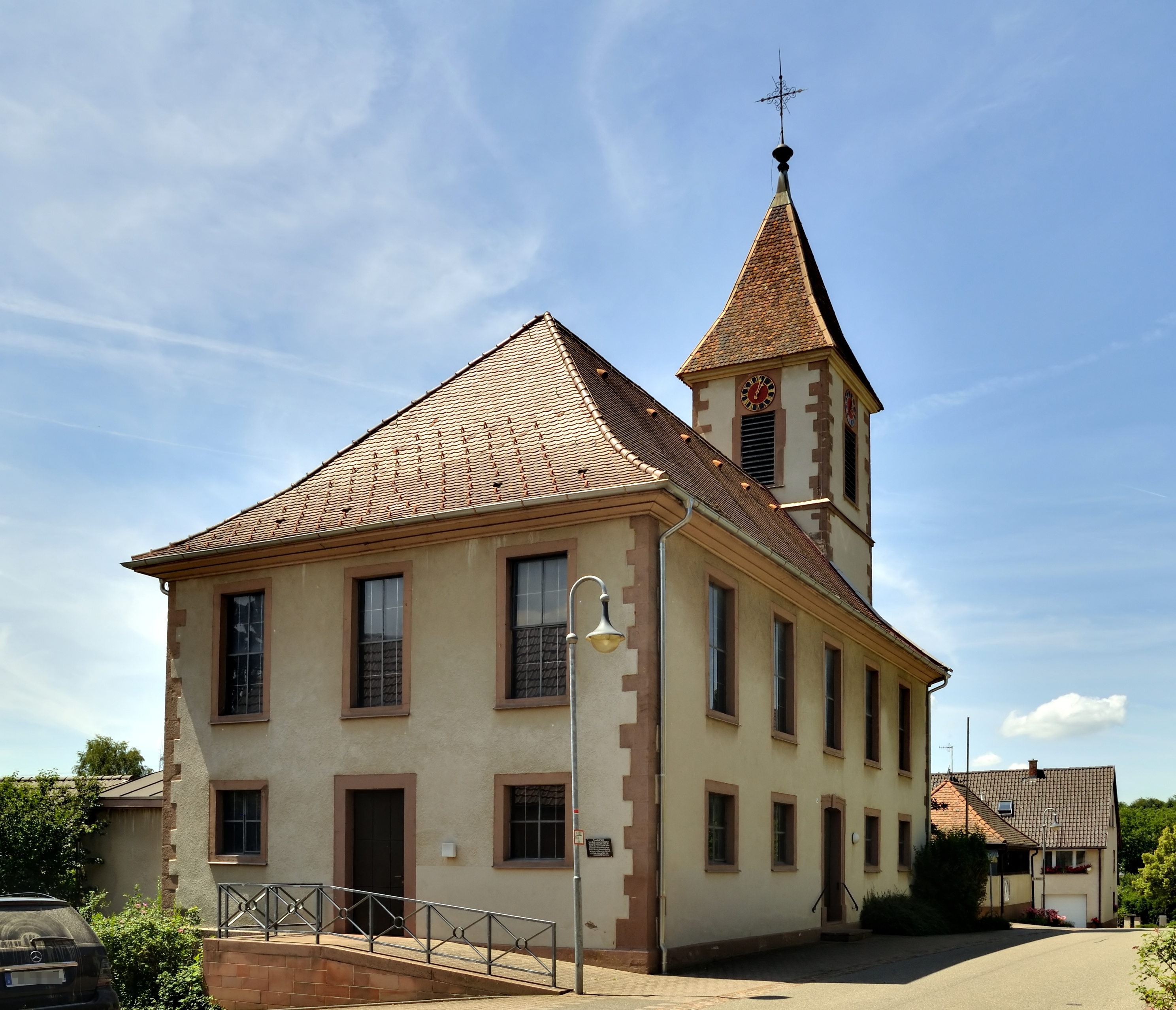
Evangelische Kirche von der Chorseite

Die Evangelische Kirche Hertingen ist die Pfarrkirche des Bad Bellingener Ortsteils Hertingen im Landkreis Lörrach. Sie wurde in den 1780er Jahren neu erbaut und ersetzte einen baufälligen Vorgängerbau.

## Geschichte
Die geschichtliche Entwicklung der kirchlichen Verhältnisse in Hertingen ist nicht ganz klar. Jedenfalls existierten zunächst zwei Siedlungen, Klein-Hertingen (Hertingen minori) und das große Hertingen.
Der aufgegangene Ort Klein-Hertingen lag zwischen Hertingen und der heutigen Bundesstraße 3. Dort sollen mehrfach Reste älterer Gebäude zutage getreten sein. Für Klein-Hertingen soll 1130 eine „Capellania et Capella ad St. Petrum“ erwähnt sein. Tatsächlich soll vor 1859 dort ein Gewann den Namen „St. Peter“ getragen haben. Schon im Liber memorialis Sancti Galli, dem St. Galler Verbrüderungsbuch aus der Zeit von 801–900, soll „Hirtinchaim“ erwähnt sein. Die Benennung nach St. Peter „legt die Vermutung höheren Alters nahe und weist sehr wahrscheinlich in die spät-merowingische, also noch früh-fränkische Zeit“, weil „zahlreiche St. Peterskirchen im Breisgau mit alemannischem Adelsbesitz im Zusammenhang stehen.“ 1275 wird in Klein-Hertingen wieder die Kapelle erwähnt, später (1360–70) als Ecclesia (Kirche) bezeichnet, schließlich 1493 aber wieder als Kapelle (nämlich Filial) „minoris Hertikeij,“ Der Kirchensatz lag vor 1380 bei den Deutschherren in Beuggen, später bei den Markgrafen; auch von Bürgeln aus wurden jährlich einige Messen gelesen. Wann Klein-Hertingen und mit ihm die Peterskirche untergegangen sind, ist nicht bekannt.

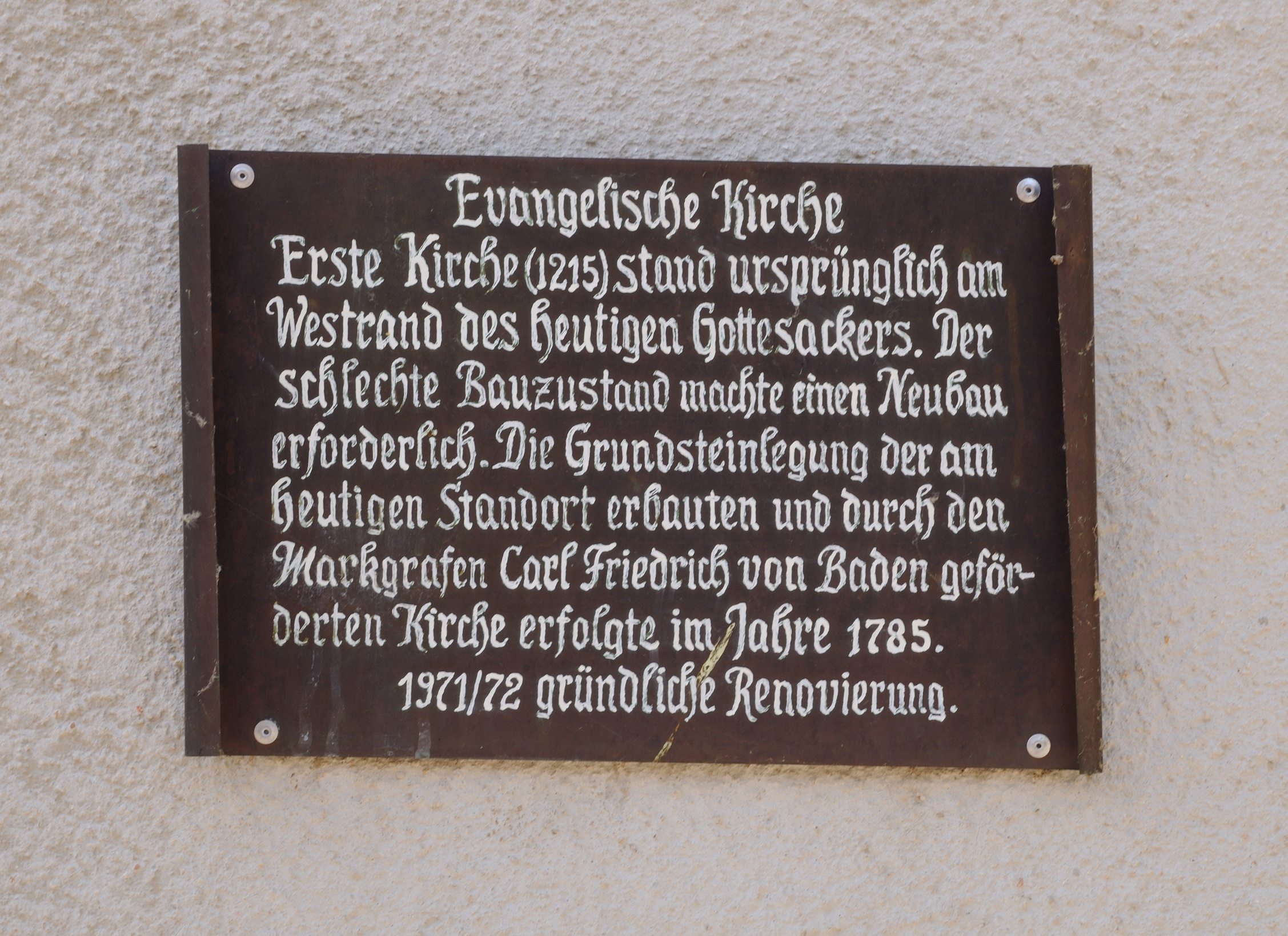
Geschichtstafel an der Kirchenfassade

Auch das eigentliche Hertingen lag näher an der Bundesstraße 3 als der heutige Ort, nämlich etwa dort, wo sich heute an dessen Westrand der Friedhof befindet. Die Verwüstungen des Dreißigjährigen Kriegs und Wassermangel waren Anlass für die Verlegung des Ortes in die Senke des Haselbachs. Ein Pfarrer in „Hertinchein“ wird erstmals 1215 erwähnt, die Kirche 1275. Das Patronat lag bei den Markgrafen, die Baupflicht bis 1735 bei den Herren von Rotberg, die bis zu diesem Zeitpunkt Lehnsherren der Markgrafen in Hertingen waren. Sie scheinen wenig für den Erhalt des Kirchengebäudes getan zu haben, über das im Übrigen wenig bekannt ist. Gleich 1736 wandte sich die Gemeinde an die neue Herrschaft, den Markgrafen Karl Wilhelm. 1761 folgte eine bewegte Klage. Die Kirche sei baufällig, schadhaft und zu klein für die 400 Seelen des Ortes, sodass eine neue und größere notwendig sei. Der Turm wackle und drohe einzustürzen. Sein Dachstuhl sei so gebrechlich, dass man nicht einmal das Uhrwerk sicher darin befestigen könne. Die Gewichte seien unlängst herabgestürzt und hätten „in die 20 Personen wenn nicht töten, so doch gefährlich beschädigen können.“ Die ungefähr 22 Meter lange, 6 Meter breite und 4 Meter hohe Kirche sei „wegen der Enge nichts als eine Gelegenheit des Gedränges und der Unordnung. Eine Erweiterung gestattet die Enge des Kirchhofs nicht. Ungeschickt ist, dass die Kirche außerhalb des Ortes steht.“ Bei kaltem Wetter sei der Weg aus dem Ort für Kinder und alte Leute zu weit. Ein Abbruch der Kirche ermögliche auch die erforderliche Erweiterung des Friedhofs. 1780 war das Gebäude so baufällig, dass der Turm mit Seilen zusammengebunden werden musste. 1782 musste im Kirchen- und Schulvisitationsprotokoll eingeräumt werden, dass es keinen anderen Ort gebe, wo die Kirche in einem so elenden Zustand sei, wie in Hertingen. Die Kirche wurde schließlich in den Jahren 1785 bis 1786 abgebrochen; lediglich zwei Spitzbogengewände ließ man links vom Friedhofseingang stehen.
1785 legte die Gemeinde den Grundstein für eine neue Kirche, die vom Markgrafen Carl Friedrich von Baden gefördert wurde. Die Abbruchreste der alten Kirche wurden teilweise für den Neubau wiederverwendet.  In den Jahren 1971 bis 1972 erhielt die Kirche unter anderem neue Glasfenster, eine neue Empore sowie einen neuen Altar. In einem Anbau an der Südwand erhielt die Gemeinde Wirtschafts- und Veranstaltungsräumlichkeiten. Nach den Renovierungsarbeiten wurde das Gotteshaus am 9. Juli 1972 wieder eingeweiht.

## Beschreibung

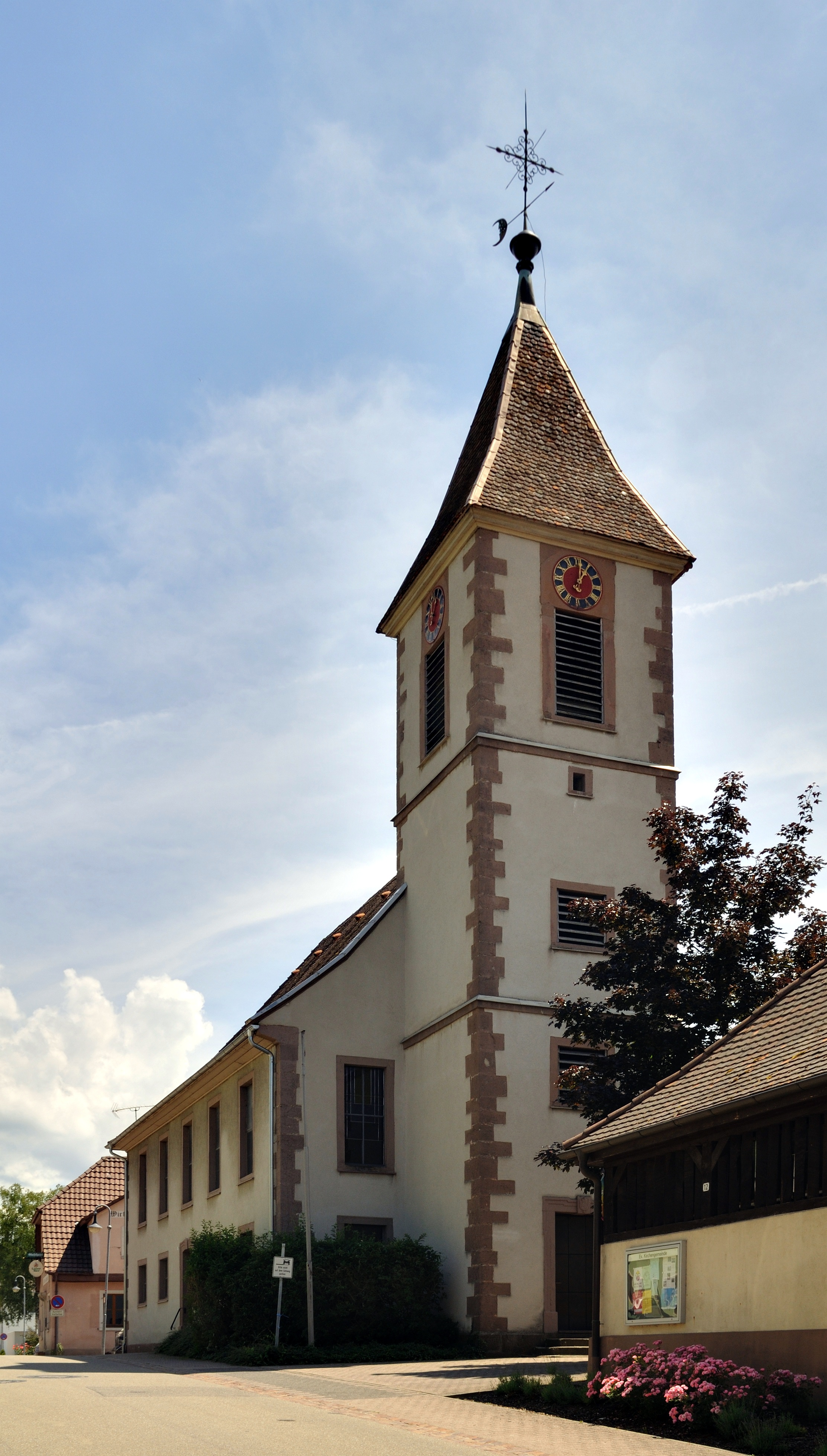
Evangelische Kirche von der Turmseite

### Kirchengebäude
Der Kirchenbau besteht aus einem rechteckigen, walmdachgedeckten Langhaus und einem daran angebauten dreigeschossigen Glockenturm. Die Längsseiten des Langhauses tragen in zwei Reihen rechteckige Fenster. Der Haupteingang befindet sich in der Ostfassade, ein Seiteneingang in der Nordfassade.
Der Turm mit rötlicher Sandstein-Eckquaderung ist über ein im unteren Drittel leicht eingeknicktes Pyramidendach gedeckt, das über eine Turmkugel und einen Wetterhahn bekrönt wird. An seiner Westfassade besitzt er in jedem Stockwerk rechteckige Fenster, in die vertikale Lamellen eingelassen sind. Im oberen Stockwerk hat er zu jeder Seite rechteckige Schallöffnungen und darüber ein Zifferblatt der Turmuhr.

### Inneres und Ausstattung
Die Kirche ist im Inneren mit einer flachen Decke eingezogen. Über dem schlicht gehaltenen Altar hängt ein einfaches Kreuz. Links vom Altar steht ein Kanzelpult.
Die Darstellung an der Südwand des Langhauses wurde von Niel Bohn beschaffen. („Einer unter euch wird mich verraten“)

### Orgel

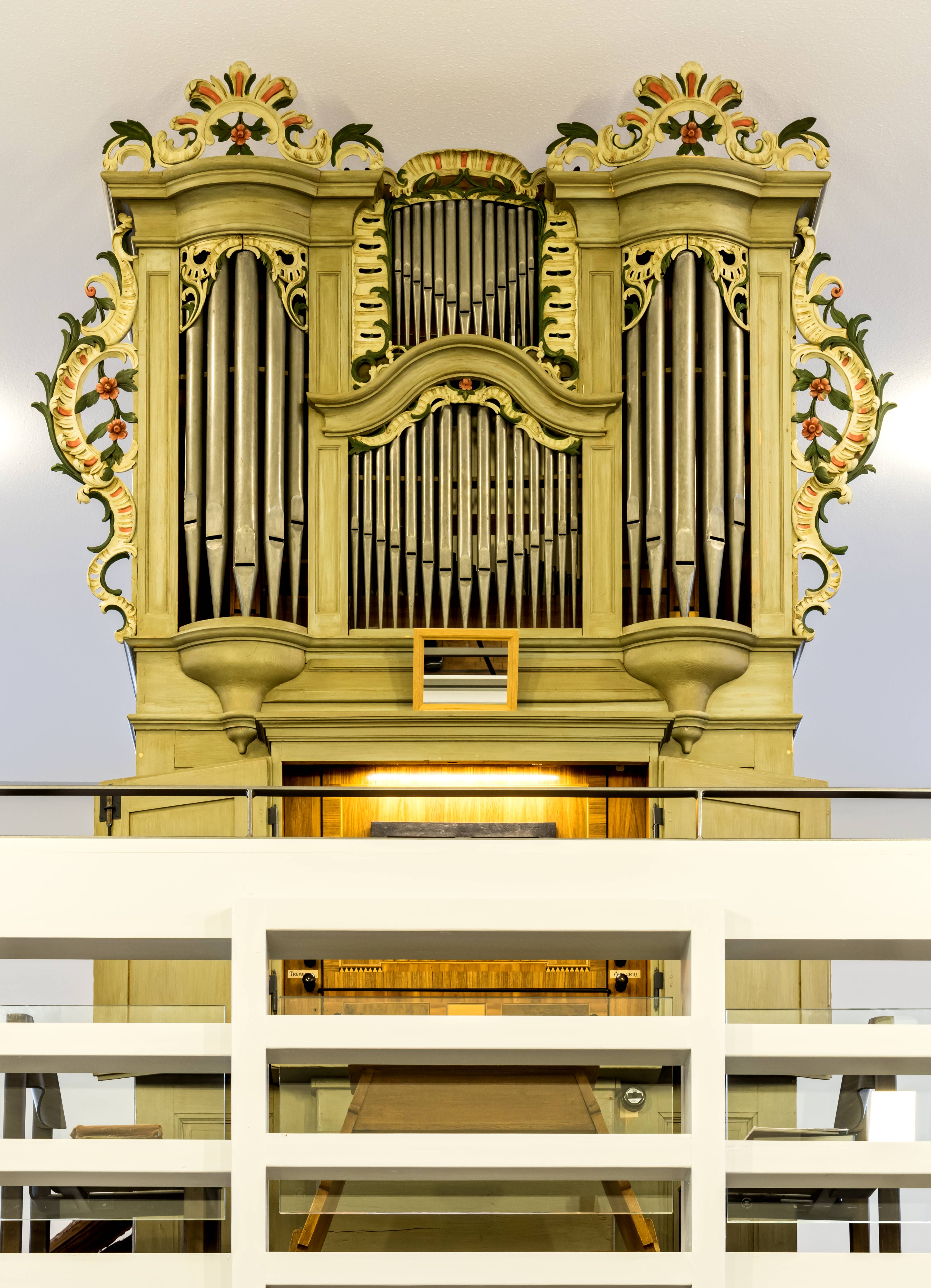
Die Orgel mit dem Original-Prospekt von Blasius Bernauer

Die Orgel steht unter Denkmalschutz. Aus der Erbauungszeit der Kirche stammend, war sie 1787 das letzte Werk des in Staufen im Breisgau lebenden Orgelbauers Blasius Bernauer (1740–1818), bevor dieser aus wirtschaftlichen Gründen seine Selbstständigkeit aufgeben musste und nur noch in der Werkstatt seines Sohnes Xaver Bernauer mitarbeitete. Von diesem Meister haben sich im Übrigen nur die Gehäuse in Tiengen und das der Chororgel in St. Peter, sowie die Chororgel in Laufenburg in der Schweiz und eine von dem Orgelsachverständigen Bernd Sulzmann (1940–1999) zugeschriebene Kastenorgel in Rheinfelden in der Schweiz erhalten.
Das Instrument in Hertingen besitzt ein Manual, ein angehängtes Pedal und sieben Register.  Im Laufe des 19. Jahrhunderts wurde die Orgel mehrfach repariert, blieb aber in ihrem historischen Originalzustand erhalten. Erst 1972 wurde es bei einer Restaurierung durch Hermann Eule aus Bautzen erforderlich, die Mixtur nach dem vorgefundenen Bestand zu erneuern. Die letzte Restaurierung erfolgte 2014 durch den Orgelbauer Jens Steinhoff aus Schwörstadt, wobei das Instrument in den vorderen Bereich der umgestalteten Empore versetzt wurde, um es besser sichtbar zu machen und den Klang im Raum zu verbessern.
„Das kleine Dorforgelchen ist eines der reizendsten Instrumente am Oberrhein.“ „Blasius erreicht in Hertingen mit nur sieben Stimmen eine unübertroffene klangliche Aussage.“
| Manual CD–c3 |    |
| Copel        | 8′ |
| Principal    | 4′ |
| Floet        | 4′ |
| Octav        | 2′ |

| (Fortsetzung)     |       |
| Quint             | 1 ⁄3′ |
| Cornett V (ab c1) | 8'    |
| Mixtur III        | 1′    |
| Tremulant         |       |

| Pedalwerk C–d0 |
| (angehängt)    |

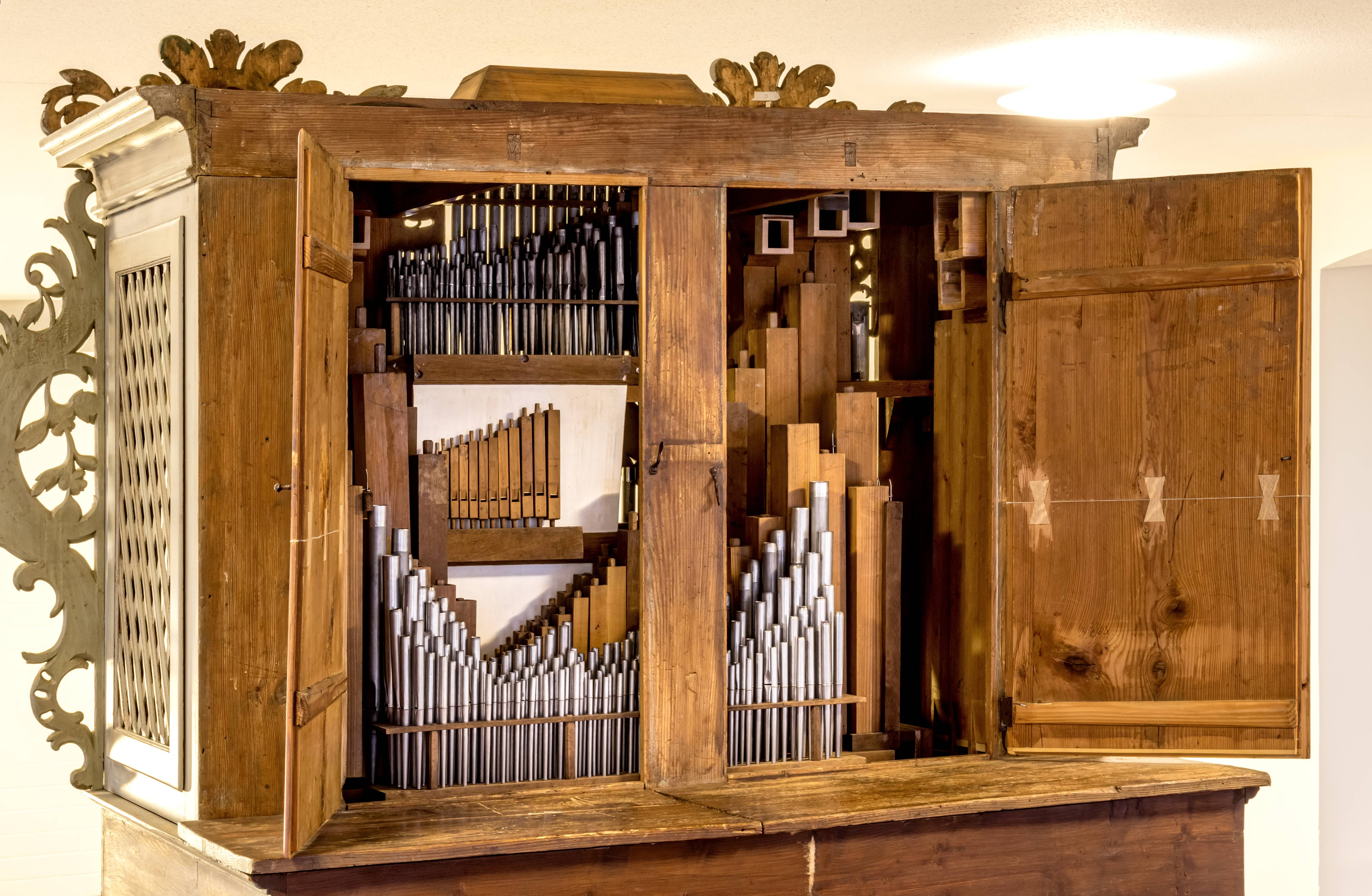
Das Pfeifenwerk, das bis auf die im Vordergrund zu erkennende Mixtur von Blasius Bernauer stammt
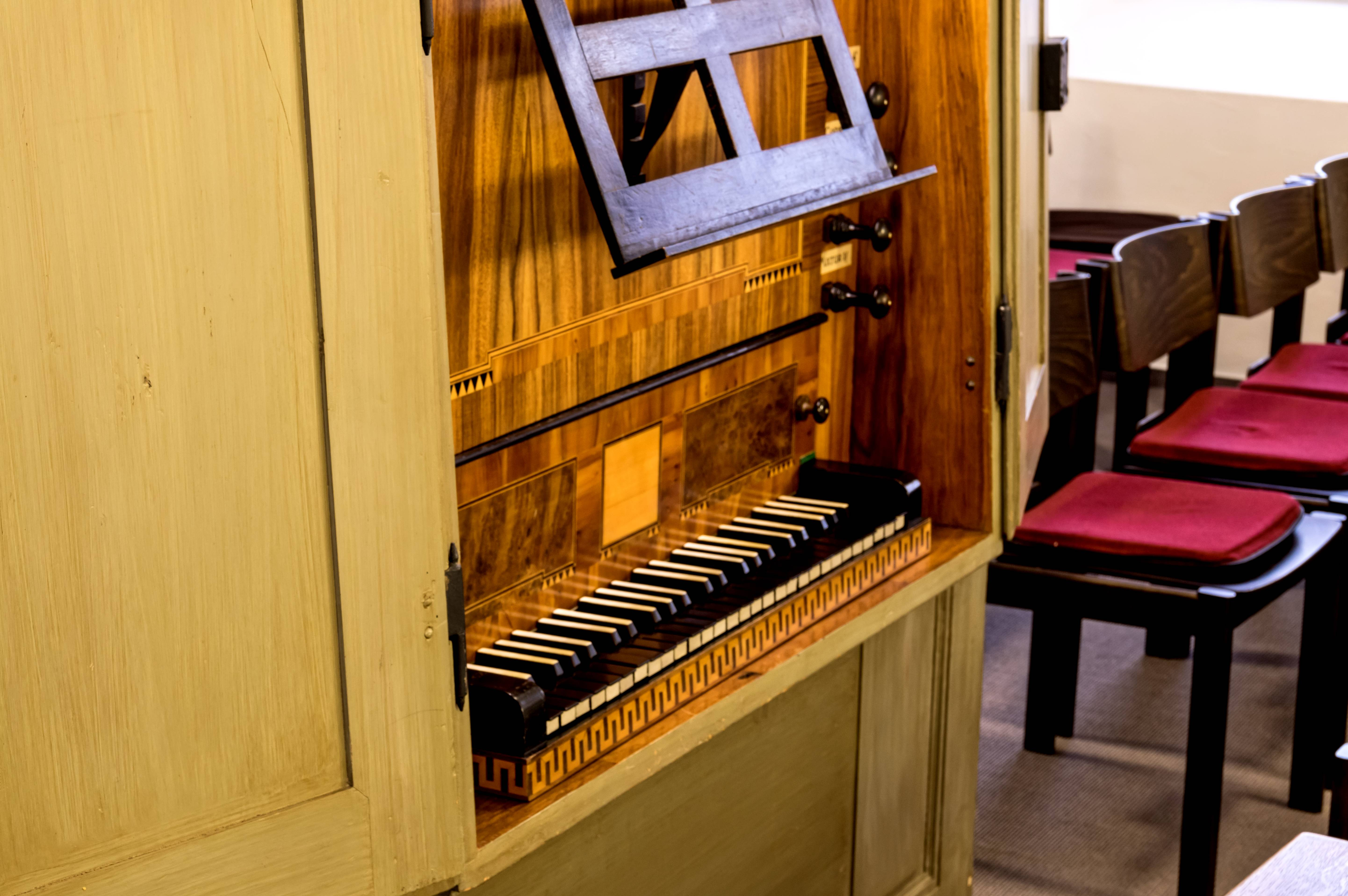
Der Spieltisch
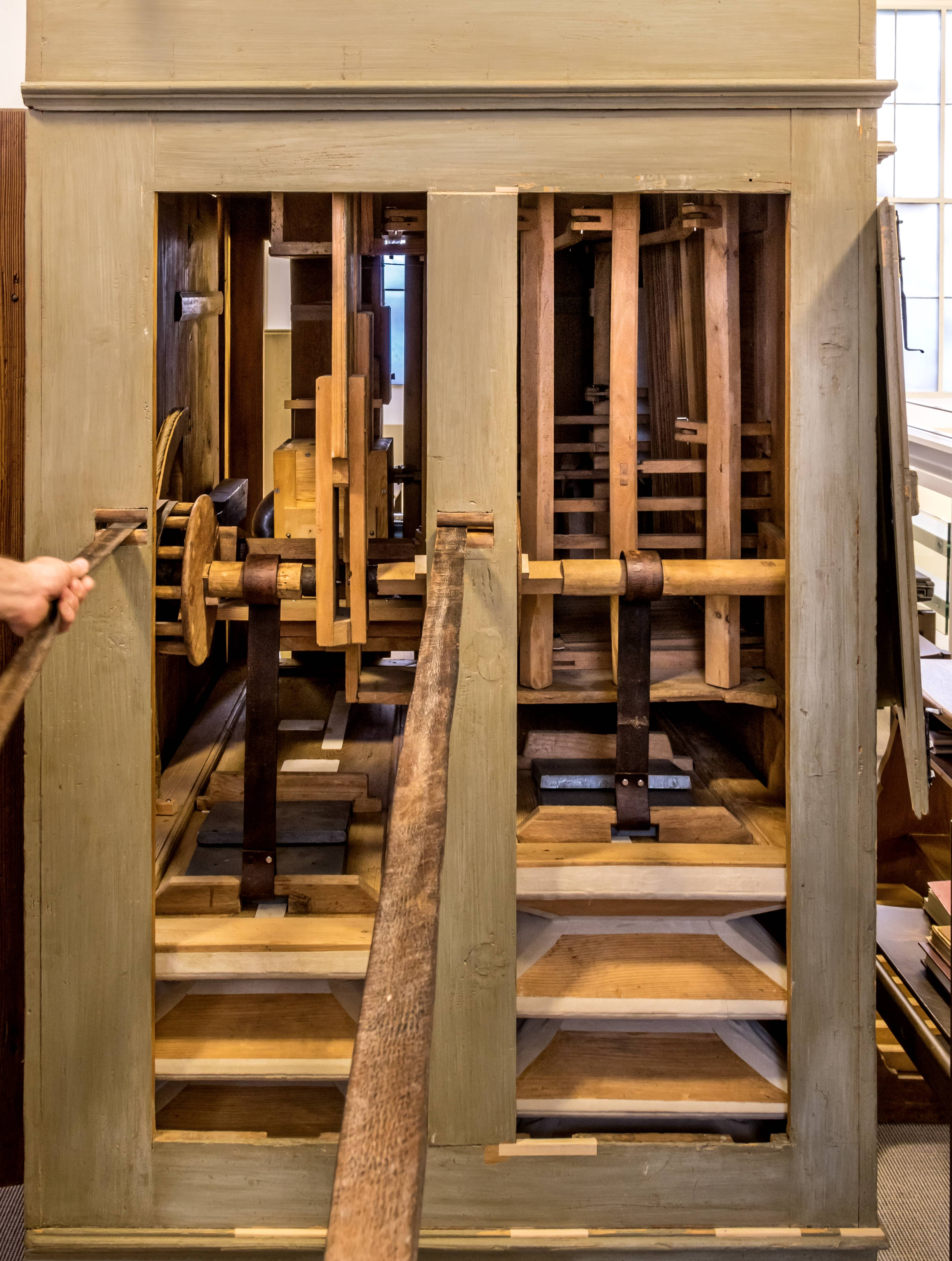
Die beiden, von Jens Steinhoff sorgfältig aufgearbeiteten Original-Keilbälge der Orgel

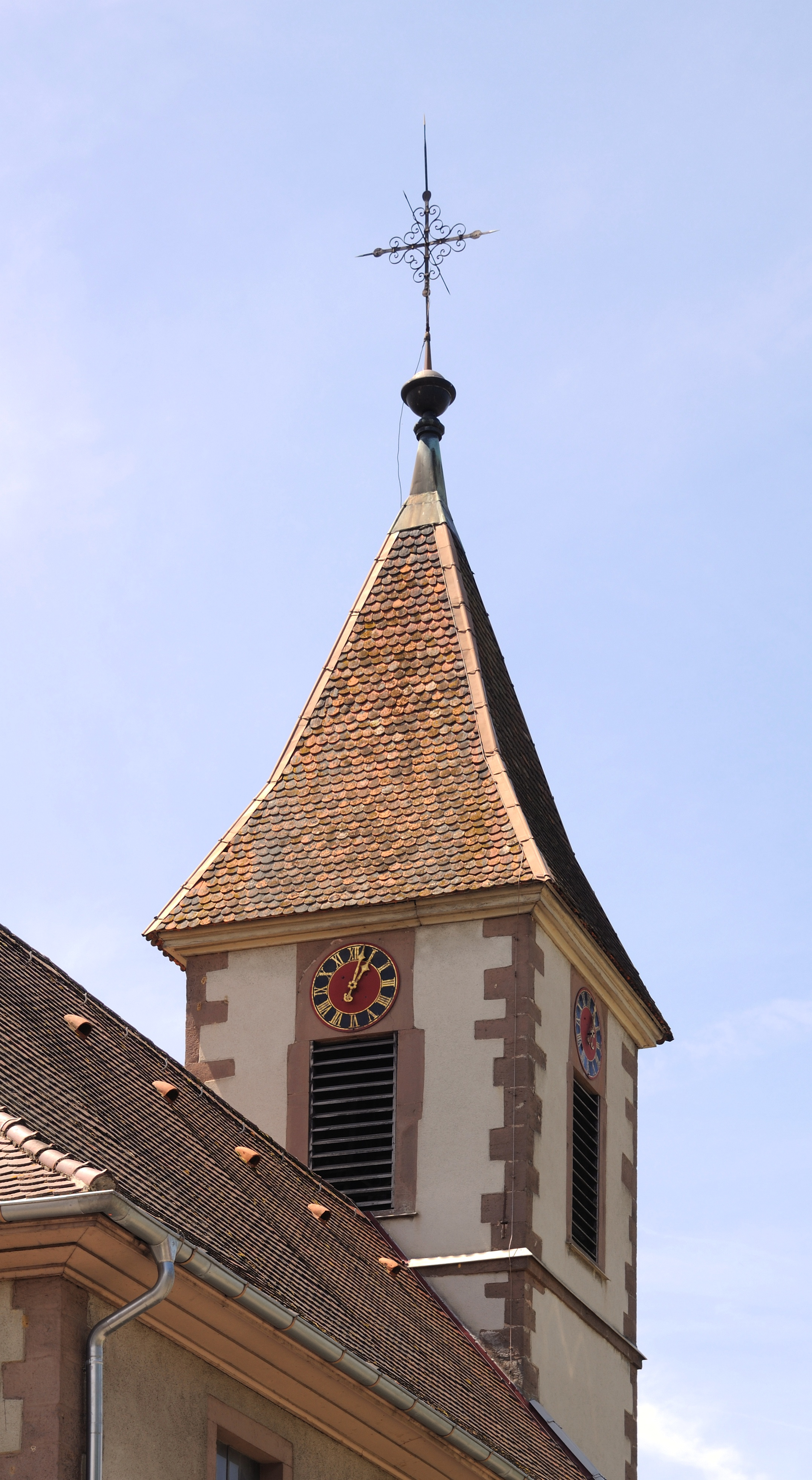
Glockenturm

### Glocken
Das dreistimmige Geläut der Kirche von Hertingen setzt sich wie folgt zusammen:
| Name            | Schlagton | Gussjahr | Gießerei                |
| --------------- | --------- | -------- | ----------------------- |
| Große Glocke    | a′        | 1950     | Albert Junker, Brilon   |
| Mittlere Glocke | c′′       | 1950     | Albert Junker, Brilon   |
| Hebel-Glocke    | e′′       | 1924     | Glockengießerei Bachert |

Aus dem Gussmaterial einer Weitenauer-Glocke von 1684 entstand die Hebel-Glocke, die zu Ehren des Dichters Johann Peter Hebel seinen Namen und ein Relief von ihm trägt und an seine Zeit in Hertingen erinnert. Sie hat die Inschrift „Johann Peter Hebel, Vikar in Hertingen 1780–83, dem Dichter und Verherrlicher unserer Heimat, späteren Prälaten unserer evang. prot. Landeskirche zum Gedächtnis“. Auf der Rückseite steht der Spruch: „Wer christlich lebt, het frohe Muet, der lieb Gott stoht für alles guet“.